# Хороший солдат (роман)
Хороший солдат: історія пристрасті (англ. The Good Soldier: A Tale of Passion) — роман, написаний Фордом Медоксом Фордом 1915 року. Цей роман вважається найкращим твором Форда, а також одним із найкращих романів XX століття. Події твору відбуваються саме напередодні Першої світової війни і розповідають про трагедію солдата Едварда Ешбернема, та його, на перший погляд, ідеального шлюбу, а також історію їхніх американських друзів. Оповідь побудовано як спогади, розташовані не в хронологічному порядку. Цей літературний прийом був частиною новаторського стилю письменника, який називається літературним імпресіонізмом (англ. literary impressionism). Форд використовує прийом ненадійного оповідача, щоб досягти ефекту довірливої розповіді близькій людині, коли головний герой поступово розкриває версію подій, що цілком відрізняється від тієї, яка постає перед читачем на початку роману. Значною мірою твір написано під впливом досвіду особистого життя самого письменника та двох випадків подружньої зради.

## Історичний і культурний контекст
В історії Великої Британії виокремлюють один не дуже тривалий, проте цікавий період, його називають «едвардианський». Згідно з історичною хронологією, «дядечко Європи» Едуард VII правив країною з 1901 по 1910 рік, однак цей період трохи розширюють до початку Першої світової війни. Це була своєрідна відлига після вікторіанської доби, що сковувала лютим холодом думки і серця диктатом моралі. Правління Едварда VII пробудило надії, відчуття примарної свободи, стало періодом творчих пошуків.
Крім таких літературних глиб, як Джеймс Джойс та Вірджинія Вульф, слід згадати трьох письменників, які заявили про себе в цю епоху: Девіда Г. Лоуренса, Едварда М. Форстера та Форда Медокса Форда. У 1915-му і в найближчі роки в Британії вийшли друком такі знамениті твори, як «Тягар пристрастей людських» Сомерсета Моема, «Сини і коханці» та «Райдуга в небі» Девіда Г. Лоуренса, збірка «Дублінці» і роман «Портрет художника в юності» Джеймса Джойса. Роман Форда «Хороший солдат», що теж вийшов у той період, займав і досі займає достойне місце не тільки серед згаданих шедеврів, але й в історії світової літератури загалом.
Ще у 1890-х роках Форд Медокс Форд познайомився і заприятелював із Джозефом Конрадом, який теж був багатомовним (польська у нього, німецька у Форда, французька й англійська в обох). Форд допомагав Конраду в засвоєнні англійських ідіом. Можливо, вони стали би щирими друзями, якби дружина Конрада не поскаржилася на непристойні залицяння Форда. Якраз у цей самий період (1900-ті) у Форда був роман із сестрою своєї власної дружини, тож про подружні зради, любовні трикутники і пристрасті Форд знав не з чуток.
Водночас у цей період відбувається щось на кшталт літературної сексуальної революції (варто згадати роман «Коханець леді Чаттерлей» Девіда Г. Лоуренса). Хтось із письменників шукав нові шляхи у стилі, хтось ― у змісті. Лоуренс і Форд обрали друге, хоч і не цуралися шляхів Джойса і Вульф. Потім літературознавці класифікували це як модернізм, а в розумінні Форда він просто розширював межі психологічного реалізму Томаса Гарді та Генрі Джеймса. Сам Форд застосовував до своєї творчості термін англ. literary impressionism, адже був добре обізнаний із французькою літературою і культурою загалом. Роман мав бути не просто викладом подій, він повинен був передавати враження, як музика чи живопис. На літературному горизонті вже виднівся «потік свідомості». Форд не описує, як камінь падає в воду, в його романі «Хороший солдат» ми сприймаємо відчуття від хвиль, збурених його падінням.
Оригінальна назва роману «Найсумніша історія» (англ. The Saddest Story) була змінена автором після публікації у 1915 році, оскільки видавці попросили Форда Медокса Форда змінити назву зважаючи на претннзії суспільства. Після цих подій дещо саркастично Форд запропонував назвати твір «Хороший солдат», і саме ця назва й залишилася.
У 1998 році американське видавництво «Modern Library» поставило роман «Хороший солдат» на 30-те місце у списку 100 кращих англомовних романів ХХ століття. У 2015 році у списку 100 кращих британських романів ВВС цей твір посів 13-те місце.

## Сюжет
Роман складається із чотирьох частин.   
Історію солдата Едварда Ешбернема викладено у вигляді спогадів, якими з читачами ділиться Джон Довелл — один із головних персонажів твору, дружина якого має хворе серце. В центрі роману дві заможні пари, подружжя Ешбернемів  — з Англії та подружжя Довелів  — з Америки, які товаришують у курортному містечку Німеччини Наугайм та повертаються туди вже більше десяти років, щоб продовжити свою дружбу: "Ми дуже близько зналися з подружжям Ешберменів дев'ять сезонів поспіль у містечку Наугайм — або, радше, спілкувалися так само вільно й легко, та водночас так тісно, як сидить на руці хороша рукавичка.". Довелл возить свою дружину Флоренс по Європі, щоб вона могла лікувати своє хворе серце в певних закладах, а також всіляко доглядає й оберігає її від усього (щоб ніщо не зашкоджувало її здоров’ю). 
Протягом роману оповідач (Джон Довелл) дізнається все більше і більше деталей про складності шлюбу своїх друзів, а також про напруження та обов'язки, які життя покладає на одну з подружніх пар, навколо стосунків яких розгортається сюжет роману. Також із часом дізнається й багато цікавого про свою дружину, яка була зовсім не такою, як він її знав протягом десяти років сімейногго життя. Протягом усієї книги Довелл веде оповідь про історію розпаду шлюбів, впершу чергу подружжя Ешбернемів, а також про смерть трьох персонажів та божевілля четвертого: "Не можу повірити, що те довге, розмірене життя, яке нагадувало походжання в менуеті, щезло за чотири катастрофічні дні, протривавши дев’ять років і шість тижнів...". Оповідач нехтує хронологічним порядком, часом плутає дати, щось забуває, а потім, згадавши, перестрибує з місця на місце, що створює ефект довірливої розповіді близькій людині. Сам Форд називав свій стиль літературним імпресіонізмом і, як у музиці чи живописі, намагався не просто оповідати, а передавати враження. Читач має сам вирішити, чи можна довіряти Довеллу та його описам того, як розгорталися події, включно з власною роллю цього персонажа у "найсумнішій історії, яку коли-небудь чули".